# Panzerzug Poznańczyk
Der Eisenbahn-Panzerzug Poznańczyk (deutsch: Einwohner von Posen oder auch der Posener) war einer der ersten improvisierten polnischen Panzerzüge aus der Zeit des Polnisch-Ukrainischen Krieges von 1918 bis 1919 und wurde bis zum Zweiten Weltkrieg eingesetzt.

## Geschichte
Der Chef des Generalstabs der polnischen Armee, General Stanisław Szeptycki, ordnete in seinem Befehl Nr. 80 vom 27. Dezember 1918 die Bildung von fünf Panzerzügen an. Diese sollten die Nummern 11 bis 15 erhalten. Somit wurde der Panzerzug Poznańczyk im Dezember 1918 in Warschau als Pociągi Pancerne 11 (P.P. 11, deutsch: Panzerzug 11) unter dem Kommando des Oberleutnants Szlagowski gebaut. Nach mehreren Umbauten, neuen Zusammenstellungen und Änderung der Panzerzugnummer wurde der Panzerzug das letzte Mal während des Zweiten Weltkrieges eingesetzt.

## Technische Daten

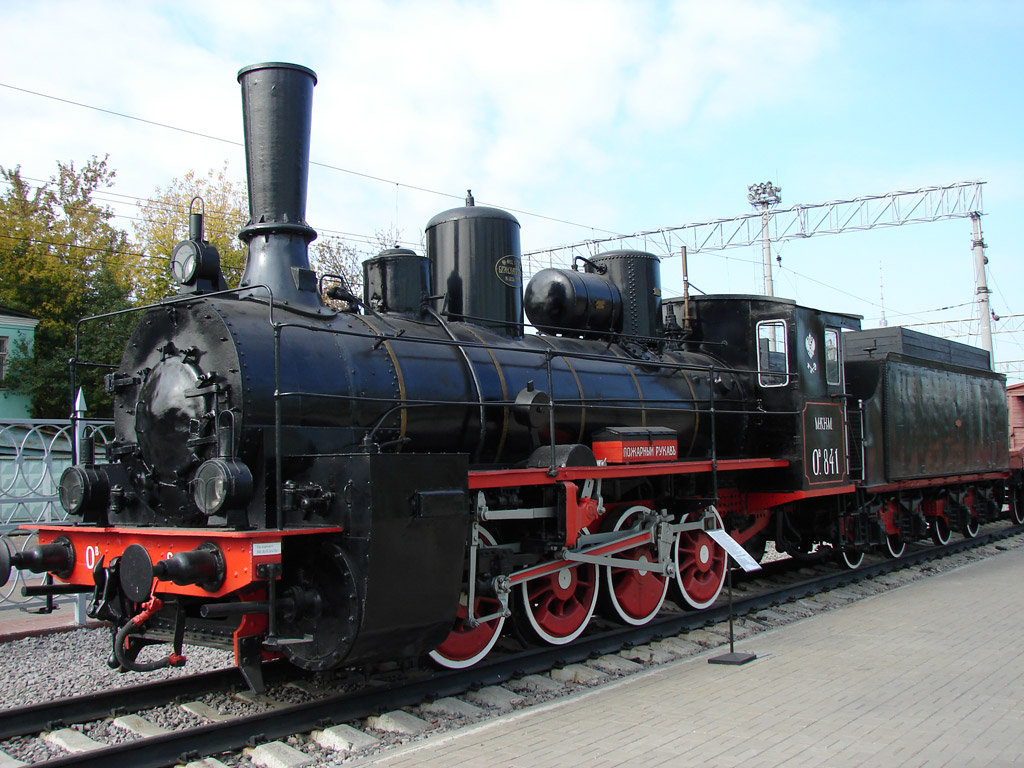
Lokomotive vom Typ O^{w}

Lokomotive vom Typ Ti3

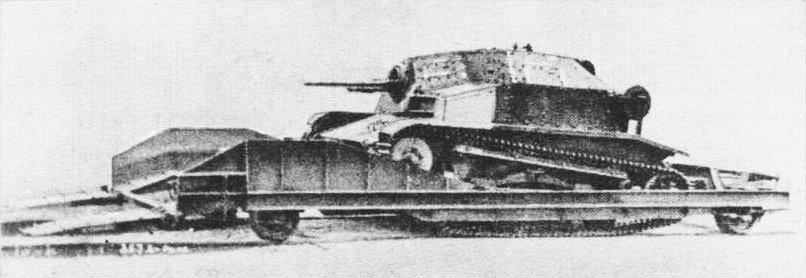
Panzerdraisinen Typ TK

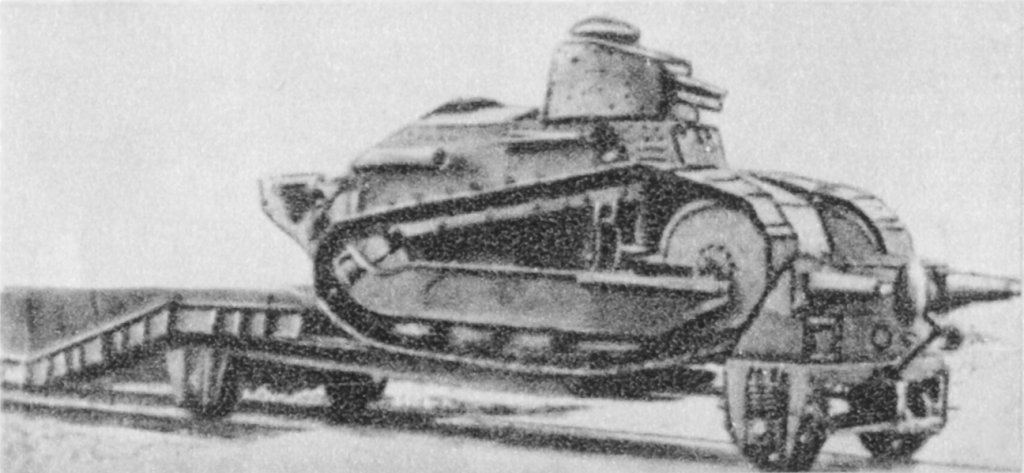
Panzerdraisinen Typ R für den FT-17

Zu Beginn der Zusammenstellung bestand der Panzerzug hauptsächlich aus improvisierten, aber gepanzerten Güterwagen. Diese wurden mit Beton und Sandsäcken gepanzert und mit Maschinengewehren ausgerüstet. Lediglich die Führerstände der Lokomotiven waren mit Blech gepanzert. Beim Maschinenbauunternehmen H. Cegielski in Posen wurde der Zug modernisiert und mit der gleichen Ausrüstung wie der Panzerzug Danuta ausgerüstet.
Als der Panzerzug Mai 1920 nach Lemberg zurückbeordert wurde, wurde er dort auf die Spurweite von 1520 mm umgebaut. Außerdem wurde eine Panzerlokomotive der russischen Baureihe Ow des demontierten Panzerzugs Śmiały-Szeroki genutzt. Dadurch konnte der Panzerzug die breiteren sowjetischen Gleise nutzen. Eine genaue Seriennummer konnte nicht nachvollzogen werden, die polnische Bezeichnung für diese Lokomotiven war jedoch PKP Tp104. Nach dem Ende der Kampfhandlungen im Jahr 1921 wurde der Zug erneut nach Posen verlegt und wieder beim Maschinenbauunternehmen H. Cegielski modernisiert und angepasst.
Anfang der 1930er Jahre wurde der Panzerzug erneut modernisiert. Die Lokomotive der Baureihe Ow wurde durch eine Standardlokomotive vom Typ Ti3, ehemals Preußische G 5.3, ersetzt. Diese wurde seit 1927 für nahezu alle Panzerzüge genutzt. Diese Lokomotive wurde 1904 bei den Humboldtwerken mit der Seriennummer 232/1904 für die Preußischen Staatseisenbahnen hergestellt und mit der Bezeichnung Halle 4118 genutzt. Nach der Übernahme durch Polen am Ende des Ersten Weltkrieges erhielt die Lokomotive ab 1926 die neue Bezeichnung PKP Ti3-16. Die Lokomotive wurde mitsamt dem Schlepptender komplett gepanzert. Die Stärke der Panzerung betrug zwischen 8 und 20 mm. Alles zusammen erhöhte sich das Gewicht der Lokomotive mit Tender um 13 t. Zusammengehalten wurden die Panzerplatten mit Nieten und Schrauben an einem Rahmen um die Lokomotive und Tender herum. Damit hatte die Lokomotive einen ausreichenden Schutz gegen Maschinengewehrgeschosse und Splitter, für einen direkten Artillerietreffer war die Panzerung jedoch nicht ausgelegt. Die Besatzung der Lokomotive bestand aus dem Kommandanten, seinem Gehilfen und einem Funker. Der Funker hatte ein Kurzstreckenfunkgerät RKB/C für die Kontaktaufnahme mit dem Draisinenzug zur Verfügung. Um mit den einzelnen Wagen sprechen zu können, gab es eine Gegensprechanlage. Die Tarnung der Lokomotive und übrigen Wagen bestand ab 1936 aus dem standardmäßigem, dreifarbigen Anstrich für gepanzerte Fahrzeuge. Die Grundfarbe war braungrün, auf dem es unregelmäßige dunkelbraune und braungrüne Flecken gab.
Die Artilleriewagen Typ II wurden von der KBPP Posen entworfen. Anfang 1921 wurden die ersten Wagen beim Maschinenbauunternehmen H. Cegielski unter der Verwendung von langen, vierachsigen Drehgestellwagen deutscher Herkunft gebaut. Jeder dieser Artilleriewagen wurde mit einer 100-mm-Haubitze 1914/19A in einem unteren Geschützturm ausgestattet. Die zweite Waffe war auf der gegenüberliegenden Seite des Wagens, etwas höher angeordnet als die Haubitze und eine 75-mm-Kanone 1902/26. Das Schussfeld der Waffen betrug dank der Türme 360°. Für beide Waffen konnten im Wagen bis zu 240 Schuss mitgeführt werden. Weiterhin hatte der Wagen acht schwere Maschinengewehre wz. 1908, die in den Seiten und an den Enden der Wagen in kleinen Luken untergebracht waren. Ein weiteres Maschinengewehr wz. 08 befand sich in einem kleinen Turm in der Mitte des Wagens und wurde als Flugabwehr-Maschinengewehr genutzt. Für die Maschinengewehre wurden 3.750 Patronen in 250-Schuss-Gurten mitgeführt. Die Panzerung der Wagen bestand aus doppellagigen Panzerplatten mit 12–25 mm Stärke. Der Boden wurde mit 5–8 mm dicken Platten geschützt. Die Innenwände der Wagen wurden mit Eichenbrettern verkleidet. Auf jeder Seite gab es einen zweiflügelige Tür in der Mitte des Wagens. Auch gab es an beiden Enden Luken, um in andere Wagen einen Übergang ermöglichen zu können, was jedoch nur zu anderen Artilleriewagen oder Sturmwagen möglich war. Die Gesamtlänge dieser Wagen betrug 17,2 m und er hatte eine Höhe von 4,1 m. 35 Soldaten konnte der Wagen aufnehmen und hatte dadurch ein Gewicht von bis zu 50 t.
Der Sturmwagen war für den Transport von Sturmsoldaten oder Infanterie vorgesehen. Beim Panzerzug Poznańczyk hatte der Sturmwagen einen halbrunden Querschnitt und war aus abgerundeten Panzerstreifen aufgebaut. Die Panzerung war etwas dünner als die vom Artilleriewagen. Vom Aussehen und Aufbau ähnelte dieser Wagen den der Panzerzüge Smialy und Bartosz Glowacki. Das Fahrgestell war ein ehemaliger sowjetischer Flachwagen. Der Sturmwagen war 11,6 m lang, 4,7 m hoch. Als Bewaffnung besaß der Wagen vier Maschinengewehre wz. 08, zwei an jeder Seite. Im Sturmwagen fanden 32 Infanteristen Platz, zusammen mit acht Soldaten, die immer im Wagen blieben. In der Mitte des Wagens gab es eine kleine Kabine mit einem 100 km weit reichenden Langstreckenfunkgerät RKD/P. Außerdem gab es einen eigenen Generator zur Stromerzeugung, Batterien und eine umlaufende Rahmenantenne.
An beiden Enden des Zuges gab es jeweils einen Flachwagen oder Abstoßwagen. Hauptaufgabe dieser Wagen war es, auf mögliche Minen zu rollen, diese auszulösen und den Hauptteil des Zuges dadurch zu schützen. Auch wurden sie zum Transport von technischem Material wie Werkzeug, Schienen, Bahnschwellen oder Baumstämmen genutzt. Ein Flachwagen hatte eine Länge von 13 m und wog bis zu 27,5 t bei voller Beladung.
Die Gesamtlänge des Panzerzuges betrug um die 90 m mit einem Gesamtgewicht von circa 260 t.
Weiterhin stand dem Panzerzug ein Draisinenzug zur Verfügung. Diese hatten zwei gepanzerte Draisinen mit Panzern vom Typ Renault FT und fünf Panzerdraisinen vom Typ TK mit TK-3-Tanketten. Hier arbeiteten immer ein FT 17 und zwei TK zusammen, die fünfte TK-Draisine war oftmals nur Reserve.

## Einsatz

### Posener Aufstand (1918–1919)
Kurz nach seiner Zusammenstellung wurde der Panzerzug nach Großpolen verlegt und Anfang 1919 während des Posener Aufstandes eingesetzt. Dabei half die Besatzung mit dem Panzerzug am 31. Dezember 1918 bei der Eroberung von Ostrów Wielkopolski. Einen Tag später, am 1. Januar 1919 unterstützte der Zug bei der Einnahme von Krotoszyn. Nachdem die Aufstände beendet waren, wurde der Zug in die Ortschaft Posen zurückbeordert und neu ausgerüstet.

### Polnisch-Sowjetischer Krieg
Ab Dezember 1919 kam der Zug während des Polnisch-Sowjetischen Krieges zum Einsatz. Zunächst wurde der Panzerzug an der litauisch-weißrussischen Front eingesetzt. Im Mai 1920 wurde der Panzerzug nach Lemberg zurück beordert. Im August 1920 unterstützte der Panzerzug Poznańczyk wieder die polnischen Truppen an der Front. Bei den Kämpfen um Warschau unterstützte der Panzerzug die Infanteriedivision der 1. Legion als Teil der 3. Armee. Bei weiteren Kämpfen musste der Panzerzug aufgrund einer beschädigten Brücke, welche er nicht überqueren konnte, mehrere Stunden allein im Raum Kuźnica bei Białystok ausharren und kämpfen. Während der Schlacht am Njemen war der Panzerzug Teil der 2. Armee. Danach wurde der Zug nach Litauen verlegt und eingesetzt.

### Zwischenkriegszeit
Im Winter 1923/24 wurden viele polnische Panzerzüge demobilisiert und eingelagert, so auch der Panzerzug Poznańczyk unter der Panzerzugnummer 9. Ab 1925 erhielt der Panzerzug wieder die Nummer 11 und wurde bis September 1927 als Ausbildungszug genutzt. Dabei gehörte der Panzerzug, genau wie der Panzerzug Danuta, der Ausbildungs-Panzerzugdivision in Legionowo an. Im Oktober wurde die Schulabteilung in die 1. Panzerzugdivision umbenannt. Bis zur Mobilisierung im Sommer 1939 blieb der Panzerzug Poznańczyk allerdings als mobile Reserve im Depot.

### Zweiter Weltkrieg

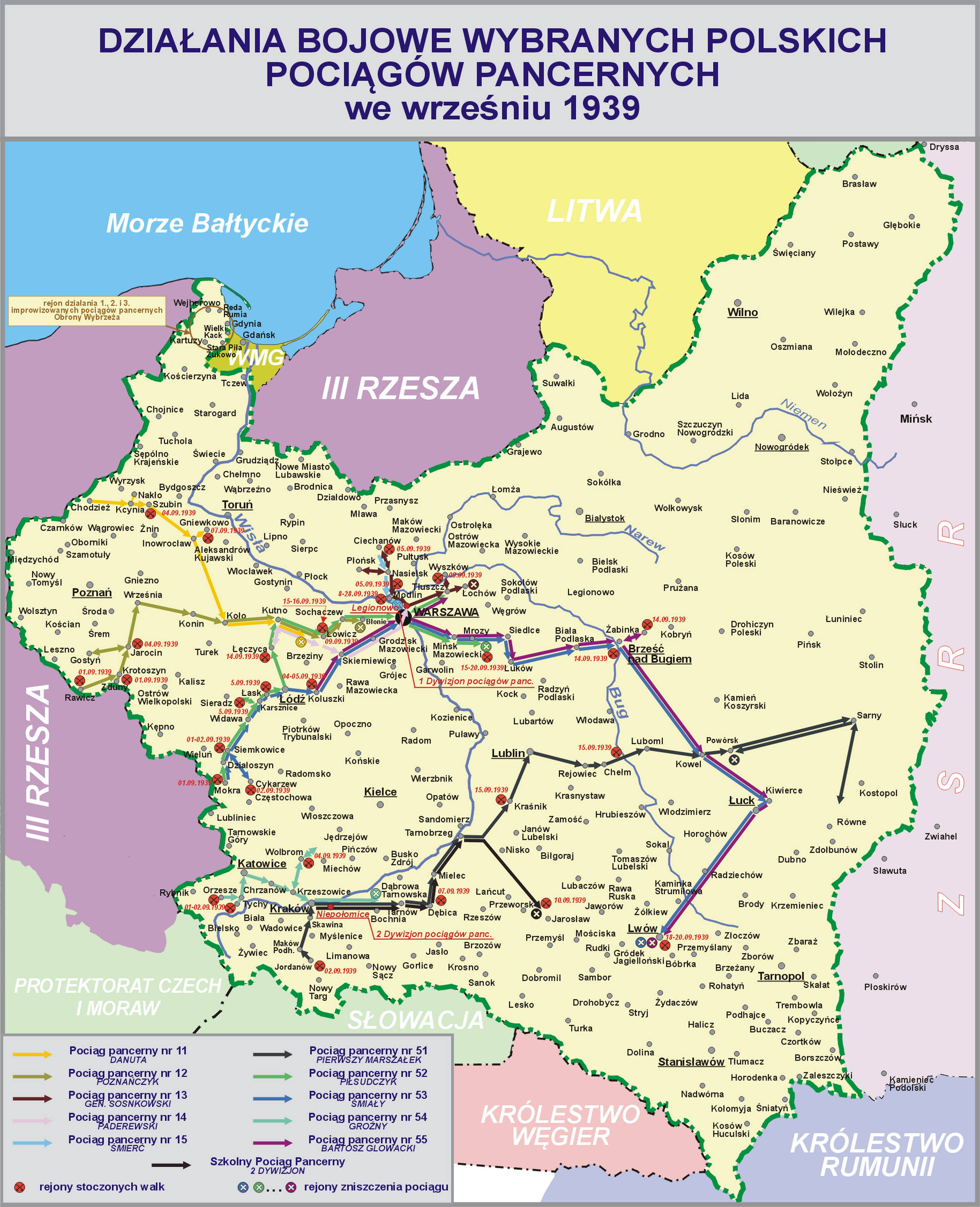
Kampfeinsätze polnischer Panzerzüge im September 1939.

Im August 1939 wurde der Panzerzug mobilisiert und bekam nun die Panzerzugnummer 12. Zeitgleich wurde er der Armee Posen unterstellt. Am 31. August 1939 wurde der Zug auf Befehl des Armeekommandanten dem 56. Infanterieregimentes der 25. Infanteriedivision zugeteilt. Am frühen Morgen des 1. September fuhr der Panzerzug nach Krotoszyn, von wo aus er in den Abschnitt Zduny umgeleitet wurde, da dieser Abschnitt vom 183. Landwehrregiment der Wehrmacht angegriffen wurde. Zusammen mit dem 56. Infanterieregiment wurde der Angriff abgewehrt und mehrere strategische Objekte wurden durch die polnischen Soldaten gesprengt, darunter auch das Viadukt auf der Strecke Zduny. Später am Tag wurde der Panzerzug zur Patrouille auf der Eisenbahnstrecke zwischen Krotoszyn und Rawicz eingesetzt. Dabei deckte er den Rückzug des 56. Infanterieregiments nach Posen.
Am 2. September erreichte der Panzerzug Jarocin und wurde der Wielkopolska Brygada Kawalerii (deutsch: Großpolnischen Kavalleriebrigade) unterstellt. Noch am selben Tag führte er eine Patrouille auf der Eisenbahnstrecke zwischen Krotoszyn und Gostyń durch. Einen Tag später, am 3. September, überwachte der Panzerzug die Zufahrten zu den Brücken über die Warthe im Raum Nowe Miasto. Am 4. September wurden mehrere Aufklärungseinsätze von Nowe Miasto in Richtung Jarocin durchgeführt. Am 5. September kam der Befehl, dass sich der Panzerzug nach Warschau zurückziehen soll.
Am 6. September wurde der Panzerzug nach Kutno geschickt und am 7. September geriet er zwischen Sochaczew und Błonie in einen Stau, welcher durch mehrere Evakuierungszüge ausgelöst wurde. Am Morgen des 9. September 1939 zerstörte der Panzerzug in der Nähe von Leonów sieben deutsche Fahrzeuge der 23. Infanteriedivision. Als Antwort auf die Zerstörung richtete die Wehrmacht die Artillerie auf den Zug aus und nahm diesen unter starkes Feuer. Dabei wurde ein Wagen getroffen und geriet in Brand. Dennoch konnte sich der Panzerzug nach Błonie zurückziehen und versuchte, nach Warschau zu kommen. Im Bereich von Ołtarzew traf der Panzerzug jedoch auf Teile der 4. Panzerdivision und wurde umgehend von diesen angegriffen. Unfähig ausweichen zu können, wurde der Panzerzug von der Besatzung aufgegeben und auf Befehl des Kommandanten verlassen. Dabei zerstörte die Besatzung den Panzerzug größtenteils, damit nichts in feindliche Hände gelangen konnte.

## Zugpersonal
Bekanntes Personal des Panzerzuges ab 1918 war:
- Zugkommandant: Oberleutnant Szalgowski (1918–1924)

Im Panzerzug 12 gab es, mit dem Draisinenzug, insgesamt neun Offiziere, 60 Unteroffiziere und 115 Mannschaftssoldaten. Bekanntes Personal des Panzerzuges im Jahr 1939 war:
- Zugkommandant: Hauptmann Kazimierz Majewski (wurde beim Massaker von Katyn erschossen.)
- stellvertretender Zugkommandant: Leutnant der Artillerie Tadeusz Lajourdie

Ein Teil der Zugbesatzung von 1939 schaffte es bis nach Warschau und wurde dort dem Brückenschutzbataillon zugeteilt.

## Zugzusammensetzung
Die Zusammensetzung sollte 1918 gemäß dem Befehl Nr. 80 wie folgt aussehen
- ein Transportwagen
- drei gepanzerte Wagen
- zwei Absetzwagen
- zwei Personenwagen

Im Jahr 1939 setzte sich der Panzerzug 12 aus folgenden Wagen zusammen:
- gepanzerte Dampflokomotive vom Typ Ti3, Nummer 16
- zwei vierachsige Artillerie-Zwillingswagen Typ II mit den Nummern 699051 und 699052
- einem Sturmwagen Typ Warschau mit der Nummer 620651
- zwei Pdks-Plattformwagen

Als Nahunterstützung standen dem Zug ein Draisinenzug mit zwei Renault FT-17 und fünf Tanketten TK-3 oder TKS zur Verfügung.

## Verbleib
Der Panzerzug Poznańczyk wurde am 9. September 1939 von der Besatzung aufgegeben und größtenteils zerstört. Die Lokomotive vom Typ PKP Ti3 wurde von der deutschen Reichsbahn bis in die Mitte der 1950er genutzt und dann an Polen zurückgeben. Diese nutzten die Lokomotive aber nicht mehr und verschrotteten diese.